# Joe Bel
 (juillet 2025).
Si vous disposez d'ouvrages ou d'articles de référence ou si vous connaissez des sites web de qualité traitant du thème abordé ici, merci de compléter l'article en donnant les références utiles à sa vérifiabilité et en les liant à la section « Notes et références ».
Joe Bel est une auteure-compositrice-interprète et actrice française née le 26 juillet 1988. Elle se distingue par un style mêlant folk, soul et pop.

## Biographie
Née le 26 juillet 1988, à Grenoble dans une famille cosmopolite, elle puise son inspiration dans ses nombreux voyages[réf. nécessaire]. Les Alpes françaises, la Méditerranée où elle a passé presque un an en mer avec ses parents navigateurs[réf. nécessaire] et l’Amérique du Nord où sa famille, immigrée de Grèce et de Turquie, s’est installée depuis plusieurs générations[réf. nécessaire]. Dès son enfance, elle est immergée dans un univers musical riche, bercée par les vinyles de Paul McCartney, George Harrison, Otis Redding ainsi que par les chants traditionnels judéo-espagnols[réf. nécessaire]. Elle fredonne continuellement des chansons, crée des mélodies et compose des musiques. Elle prend des cours de piano à l’âge de 7 ans,.
Peu après avoir fait des classes préparatoires littéraires et commencé des études en histoire de l'art, Joe Bel déménage à Lyon et monte sur scène pour interpréter ses propres compositions.
Engagée contre le harcèlement scolaire, qu'elle a connu à l'âge de 14 ans, elle est mère de deux enfants nés en 2011 et 2021[réf. souhaitée].
Autodidacte, Joe Bel fait ses premiers pas sur scène seule à la guitare en 2012, juste après la naissance de son premier enfant.
En 2013, elle est remarquée par Asaf Avidan qu'elle accompagne en tournée. Peu après, elle fait les premières parties de Tryo, d’Imany, d’Anaïs et de Corneille.
En 2015, elle joue le rôle d'une chanteuse en devenir dans le film Tout pour être heureux réalisé par Cyril Gelblat[réf. souhaitée]. La bande originale du film, composé de plusieurs de ses titres, se hisse en tête des ventes B.O. en France.
Les 9 et 10 juin 2015 elle est en concert à Tokyo[réf. nécessaire].
En 2016, à la suite de son EP Hit The Roads, elle part sur les routes d'Europe pour une longue tournée. La chanson-titre Hit The Roads est choisie pour accompagner la campagne de publicité Longchamp, réalisée par Peter Lindbergh avec Alexa Chung[réf. nécessaire].
En 2018, Joe Bel sort un premier album de 9 titres, Dreams, sous le label La Ruche et enregistré à Montréal par Marcus Paquin (Arcade Fire, The National)[réf. nécessaire].
En 2020 elle commence l’écriture de son deuxième album, Family Tree, qui explore ses origines multiples à travers un mélange de folk et d’influences méditerranéennes. L’album sort le 22 mars 2024. Chanté en français, en anglais et en ladino (ancien espagnol parlé par son grand-père), il évoque la transmission entre les générations : « Je parle de la famille, des liens entre générations… De ma vie à moi », détaille la mère de deux enfants. Après la naissance de son deuxième enfant, elle enregistre et arrange ses nouvelles chansons avec Julien Jussey au studio La Ciergerie à Lyon. Cet album est salué par la critique et relayé dans les médias comme Télérama, Le Soir, Modzik, France Bleu et France Inter[réf. nécessaire].
En août 2023, après avoir remporté le Tremplin Sziget France, elle est invitée au Sziget Festival à Budapest.
Le 22 mars 2024 voit la sortie de Family tree arrangé avec le réalisateur et pianiste Julien Jussey et enregistré au studio « la Ciergerie », à Lyon.
Le quotidien Le Soir lui attribue la mention « 5 étoiles de la semaine », et Télérama a salué la profondeur émotionnelle de ses compositions,. Plusieurs passages radios et interviews ont renforcé la médiatisation du projet, notamment sur France Inter (Côté Club) et Ici.

## Influences
Joe Bel puise son inspiration dans des genres variés, allant du folk au blues, en passant par la soul. Ses influences incluent des artistes tels que Tracy Chapman, Feist et Norah Jones. Très sensible à la musique de Stevie Wonder, elle s'en inspire et c'est aussi ce qui donne les influences soul de la musique. Il en va de même pour le côté pop rock de son esthétique musicale avec Paul McCartney, Queen ou encore Supertramp[réf. souhaitée].

## Mode
En plus de sa carrière musicale et cinématographique, Joe Bel a été égérie de la marque Bocage en 2018 et a collaboré avec Dior et Leon & Harper pour divers événements et showcases[réf. nécessaire].

## Discographie

### Bande originale de film
- 2016 : Tout pour être heureux

### Albums
- 2018 : Dreams (La Ruche)| No | Titre              | Durée |
| -- | ------------------ | ----- |
| 1. | No, No             | 3:36  |
| 2. | In the Morning     | 3:24  |
| 3. | Ivory (Please)     | 3:48  |
| 4. | Before             | 2:27  |
| 5. | I Believe          | 4:46  |
| 6. | Espère             | 4:13  |
| 7. | Dreams             | 3:04  |
| 8. | Too Late           | 3:04  |
| 9. | That Belongs to Me | 4:40  |
- 2024 : Family tree

### EP
- 2012 : In the City
- 2015 : Hit The Roads

## Filmographie
- 2016 : Tout pour être heureux de Cyril Gelblat